# Anaeromyces
Anaeromyces är ett släkte av svampar. Anaeromyces ingår i familjen Neocallimastigaceae, ordningen Neocallimastigales, klassen Neocallimastigomycetes, divisionen Neocallimastigomycota och riket svampar.
|             | Orpinomyces                                                                    |
|             |                                                                                |
|             | Cyllamyces                                                                     |
|             |                                                                                |
|             | Piromyces                                                                      |
|             |                                                                                |
| Anaeromyces | \| \| Anaeromyces elegans \| \| \| \| \| \| Anaeromyces mucronatus \| \| \| \| |
|             | \| \| Anaeromyces elegans \| \| \| \| \| \| Anaeromyces mucronatus \| \| \| \| |
|             | Neocallimastix                                                                 |
|             |                                                                                |
|             | Caecomyces                                                                     |
|             |                                                                                |
|             | Anaeromyces elegans                                                            |
|             |                                                                                |
|             | Anaeromyces mucronatus                                                         |
|             |                                                                                |

|  | Anaeromyces elegans    |
|  |                        |
|  | Anaeromyces mucronatus |
|  |                        |